# Berlin-Siemensstadt
Berlin-Siemensstadt  est un des neuf quartiers de l’Arrondissement de Spandau à Berlin. Il s'est constitué au cours du réaménagement des usines Siemens & Halske et de sa filiale Siemens-Schuckert (SSW) sur la prairie de Nonnenwiesen. 
Ce lieu-dit conserve une forte empreinte de sa vocation industrielle et ouvrière, quoiqu'il y ait aujourd'hui d'autres usines que celle de Siemens AG. Avant la réforme de l'administration de 2001, il faisait déjà partie du district de Spandau.

## Histoire
Une description de l’Anzeiger für das Havelland du 1er août 1913 décrit Siemensstadt en ces termes :
« […] Là, par delà la Spree, se dressent d'impressionnants bâtiments de brique rouge ; des ateliers rectilignes prolongent les immeubles à quatre ou cinq étages, de plusieurs centaines de mètres de longueur. Un canal dessert les usines et d'innombrables voies ferrées traversent les terrains. C'est Siemensstadt. Les chiffres suivants donneront un aperçu des différents départements de production de Nonnendamm: ils emploient à peu près
- pour l'usine Werner, 7 000 ouvriers,
- une petite usine, 3 500 ouvriers,
- l'usine des moteurs électriques, 3 000 ouvriers,
- l'usine des dynamos, 2 300 ouvriers,
- à la fabrication des block-systèmes, 800 ouvriers,
- les constructions automobiles Protos, 550 ouvriers,
- les hauts-fourneaux, 300 ouvriers,
- la fonderie des non-ferreux, 200 ouvriers,
- le centre d'étude des motrices électriques, 200 techniciens et ingénieurs,
- la câblerie de Gartenfeld (à une demi-heure à pied de Nonnendamm), 3 000 ouvriers.

Voilà certes des effectifs impressionants [sic], dignes des plus grandes zones industrielles du Grand-Berlin. Cet automne, le Nonnendamm de Spandau va continuer de grossir. Il reliera alors le siège social, et par la même occasion 3 000 résidents de Nonnendamm bénéficieront de l'électricité […] L'usine Werner continue de s'agrandir, toutes les usines Siemens de Charlottenburg doivent déménager sur le Nonnendamm de Spandau […] D’immenses terrains vagues sont encore à disposition de l'entreprise Siemens […] »

## Situation actuelle
Siemensstadt s'étend entre le canal Hohenzollern (qui est un embranchement du canal de Berlin-Spandau) au Nord, Charlottenburg-Nord à l'est, la Spree au sud et Haselhorst à l'ouest. L'allée de Jungfernheide, qui traverse de part en part la banlieue de Siemensstadt marque la frontière avec Charlottenburg-Nord. L'île de Gartenfeld, qui sépare l'ancien canal de Berlin-Spandau et le canal Hohenzollern, et sur laquelle ont été construites de nouvelles usines Siemens (dénommées jusqu'en 2002 le « jardin des câbleries ») , est aussi rattachée à Siemensstadt. La rue qui la prolonge est la Nonnendammallee, séparant le faubourg de Gewerbe à l'ouest, du faubourg de Nonnendamm à l'est.
Au mois de juin 2008, Siemensstadt ne comptait que 11 388 habitants, ce qui en fait un faubourg  de faible densité, de population comparable à une petite ville de province. Un marché est organisé tous les lundis et jeudis le long du Quellweg.

## Population
Le quartier comptait 13 627 habitants le 1er janvier 2017 selon le registre des déclarations domiciliaires, c'est-à-dire 4 817 hab./km².

### Sport
- L'association sportive locale, le SC Siemensstadt, s'est fait un nom dans le football.
- Siemensstadt compte depuis 1913 plusieurs clubs d'échecs, fédérés sous la bannière de la Schachfreunde Siemensstadt e. V.
- En 2010, à la suite de l'abandon du projet de Siemens-Arena, les autorités ont inauguré un parc (Siemensstadt-Park) face à la station de métro de Paulsternstraße, qui sert de cadre à un centre commercial et une halle polyvalente.

Architecture ouvrière à Siemensstadt
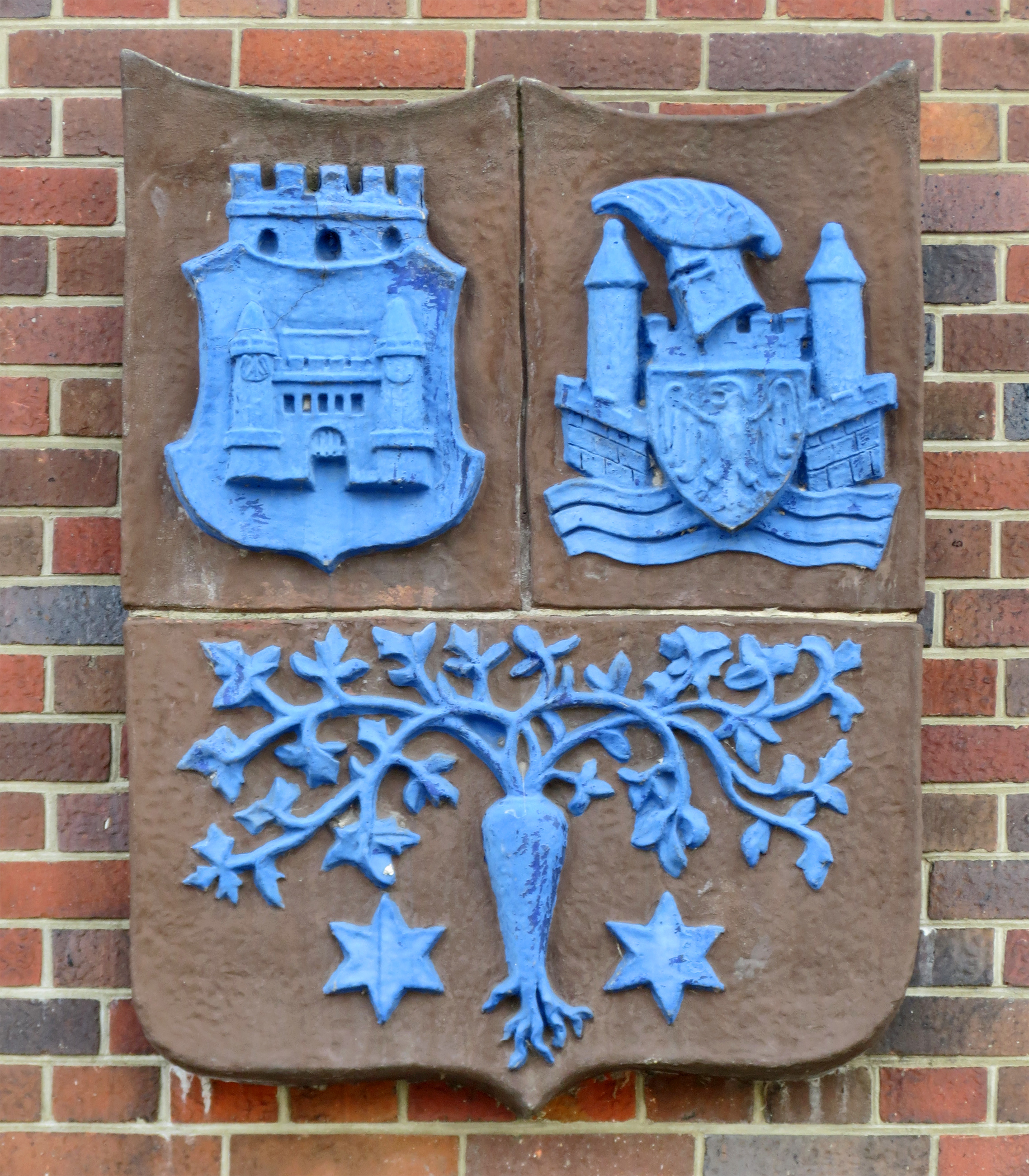
Blason de Siemensstadt, représentant l'immeuble Werner, composé du blason du quartier de Charlottenburg, de celui du quartier de Spandau et de celui des barons von Siemens.
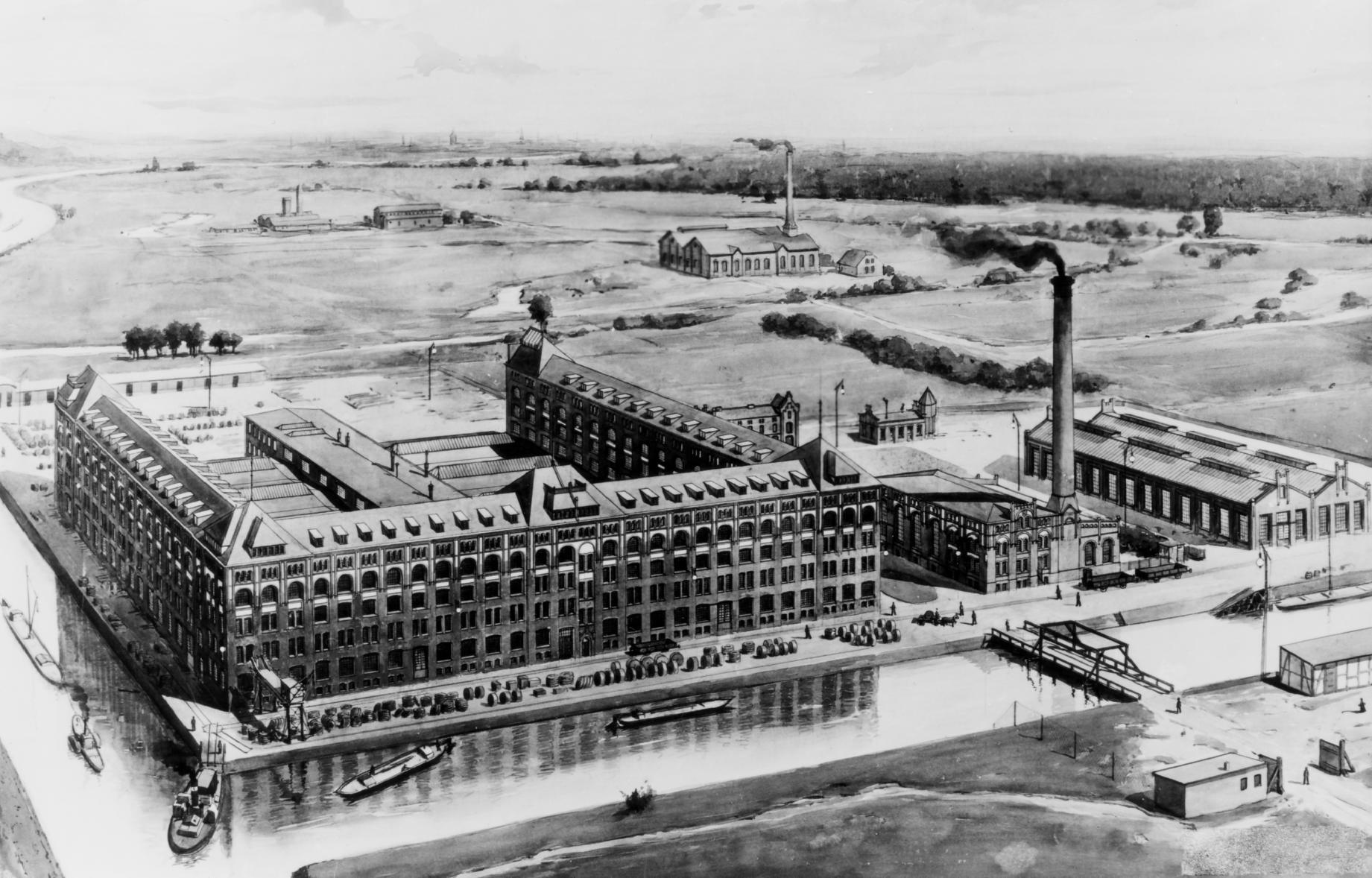
La tréfilerie de Westend fut la première usine occupant des terrains de la future Siemensstadt, vers 1900.
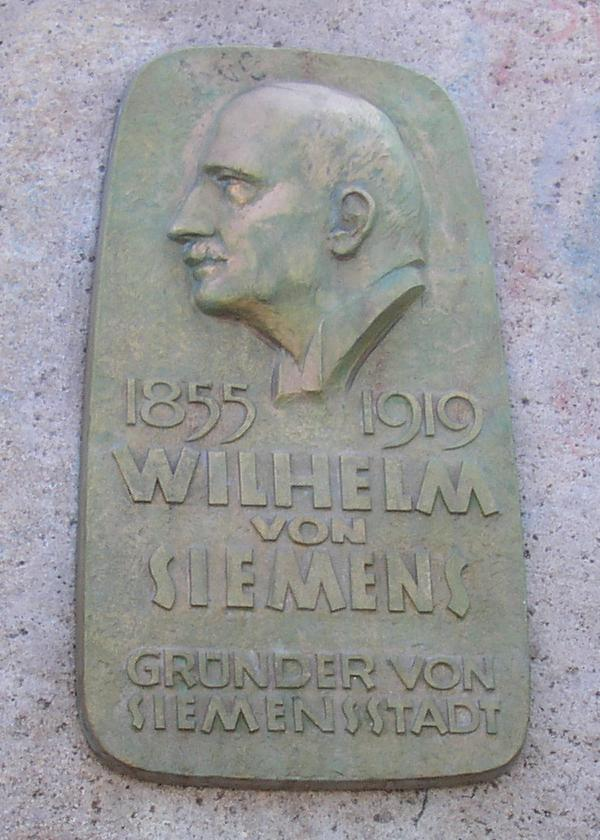
Plaque commémorative dédiée à Wilhelm von Siemens, fondateur de Siemensstadt, dans le parc Wilhelm-von-Siemens.
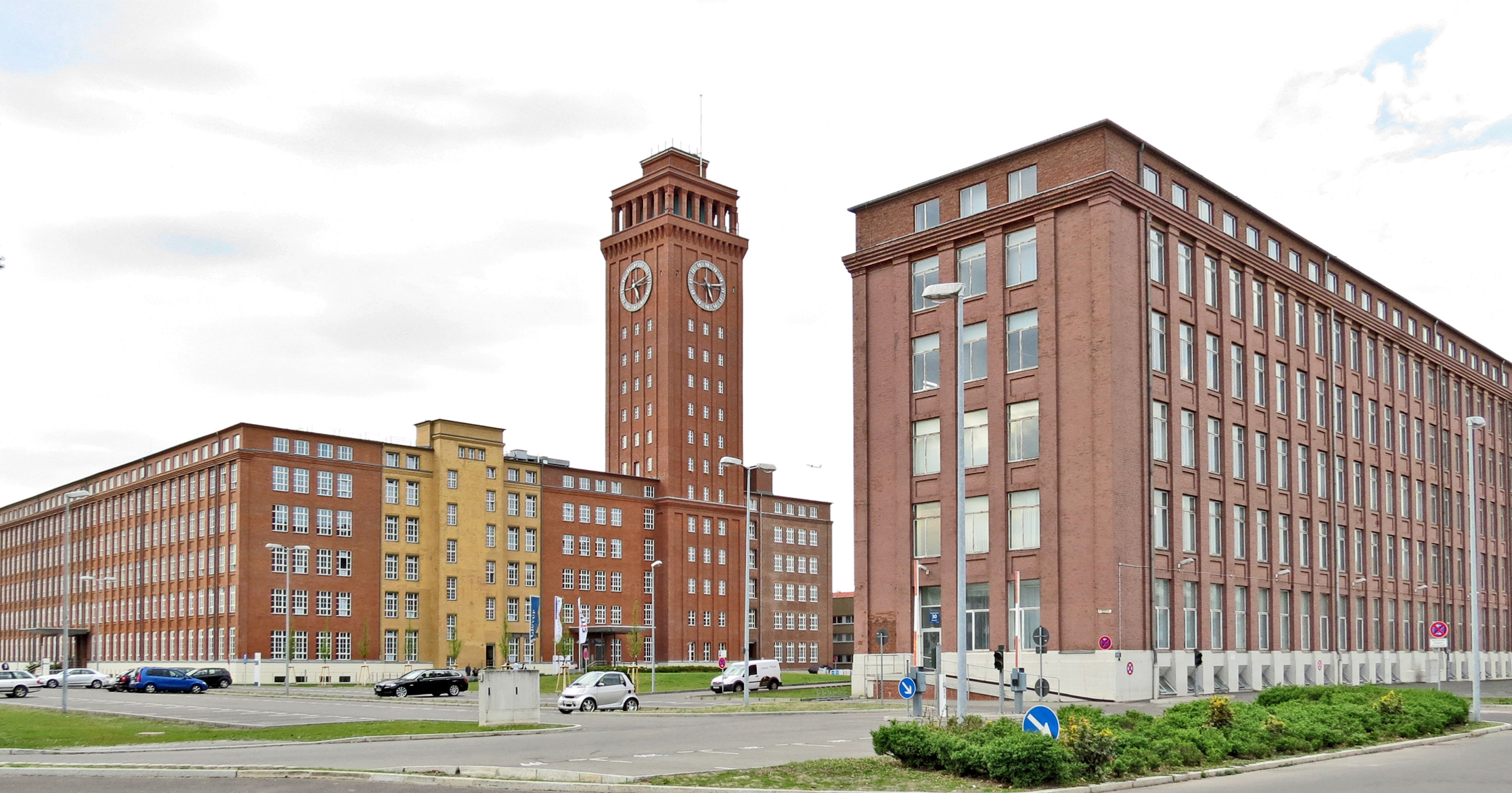
La Tour Siemens
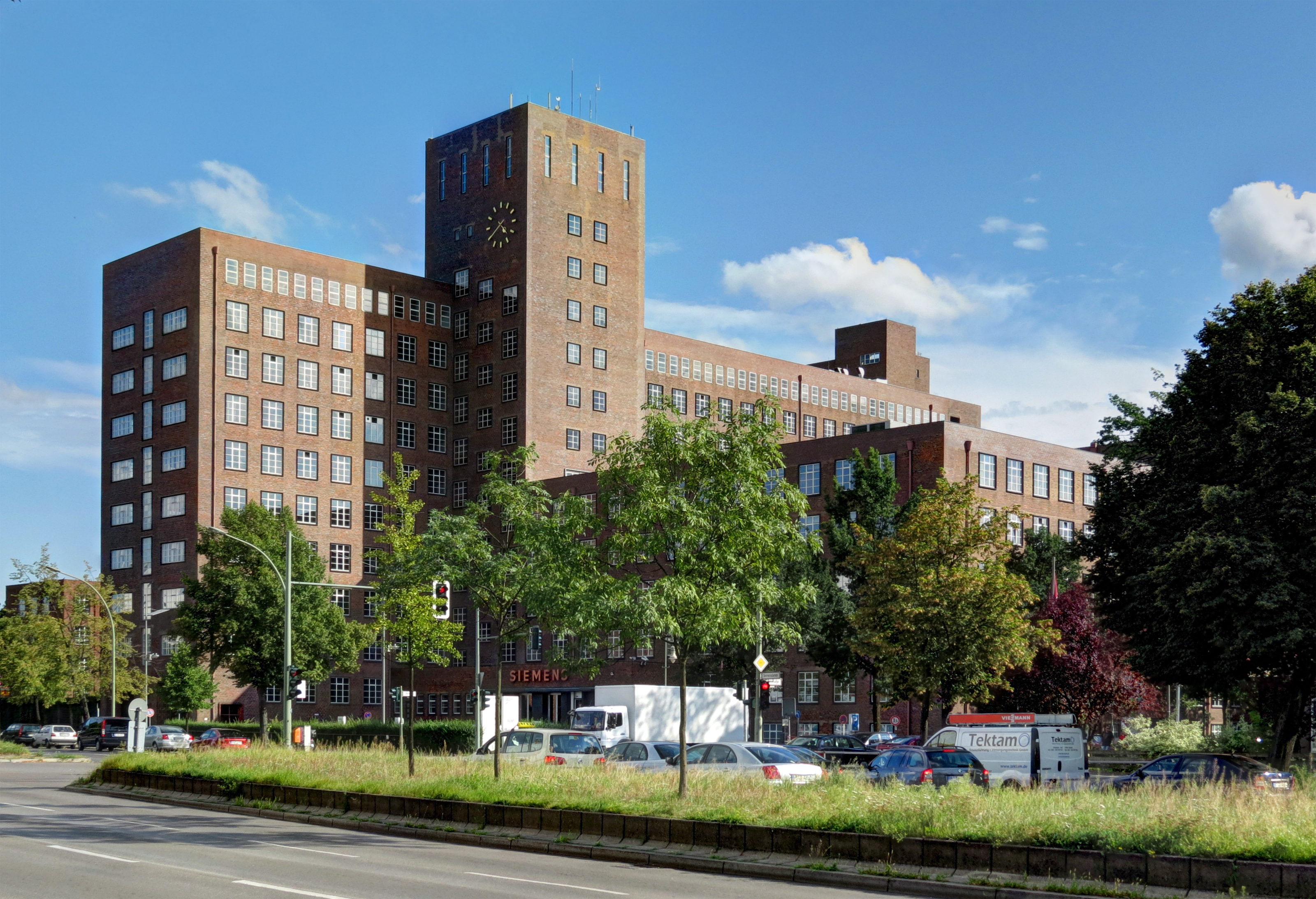
L’usine Werner n°I
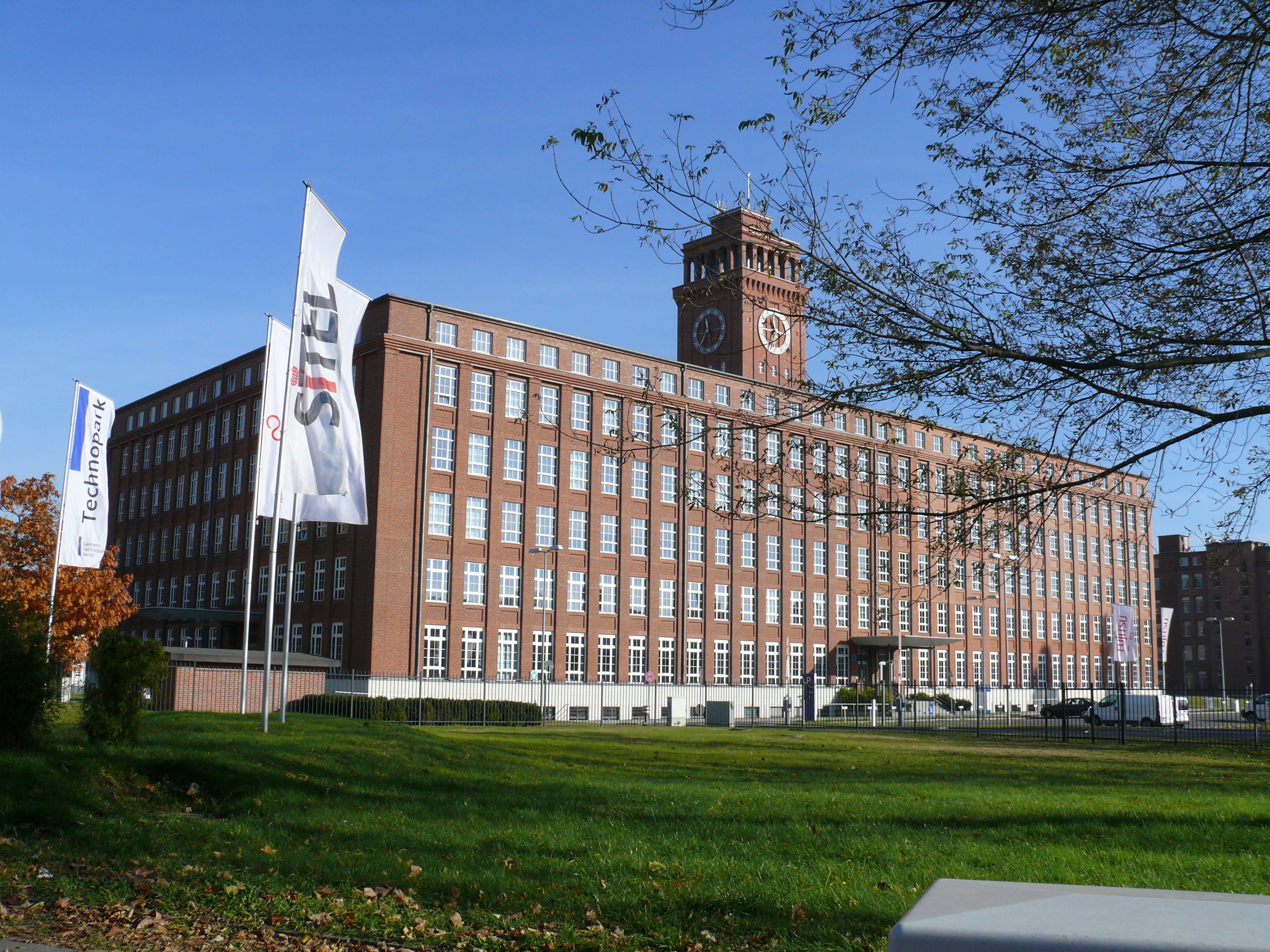
L’usine Werner n°II
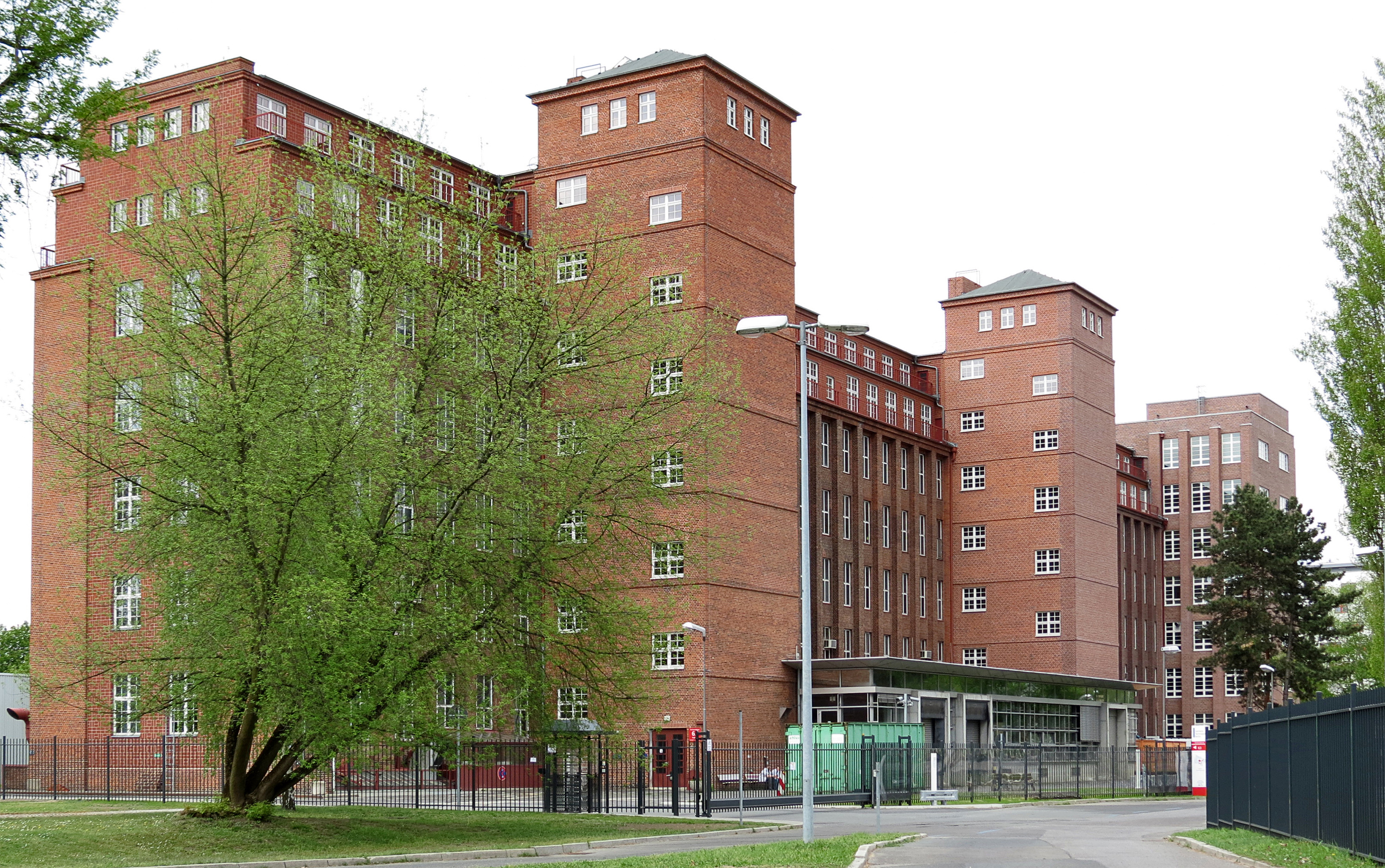
L’usine Werner n°XV
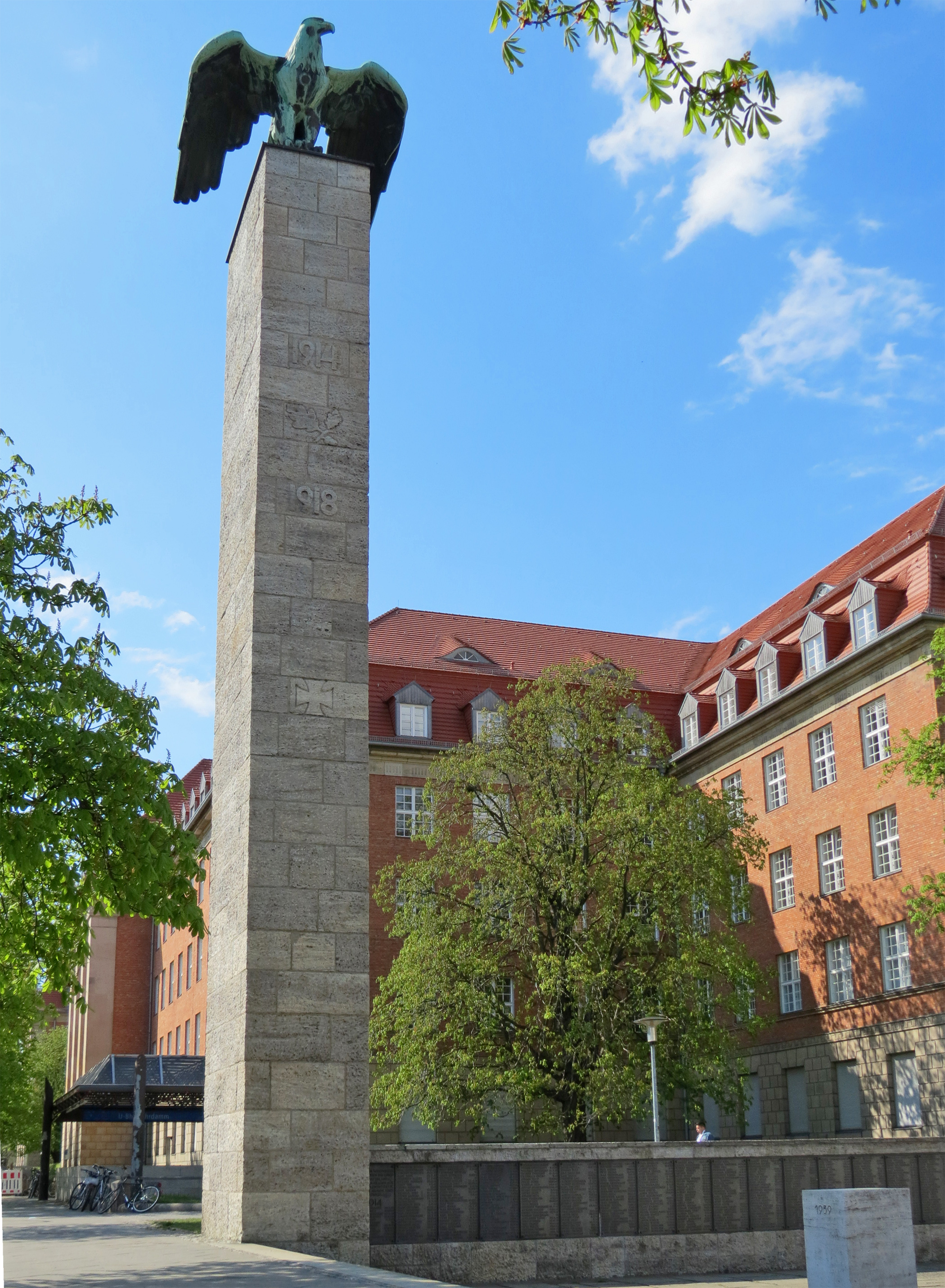
La colonne Siemens
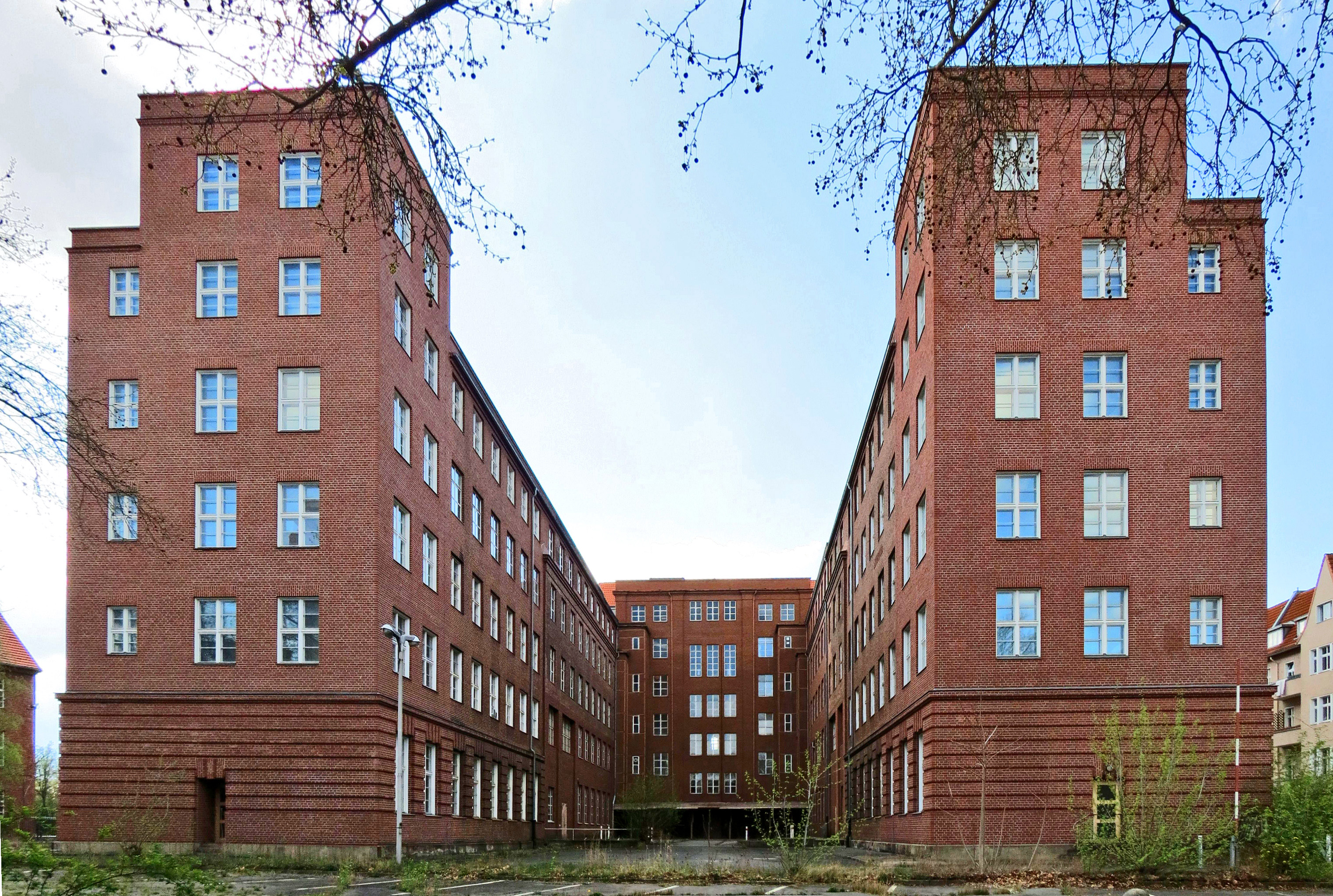
Les laboratoire de recherche Siemens
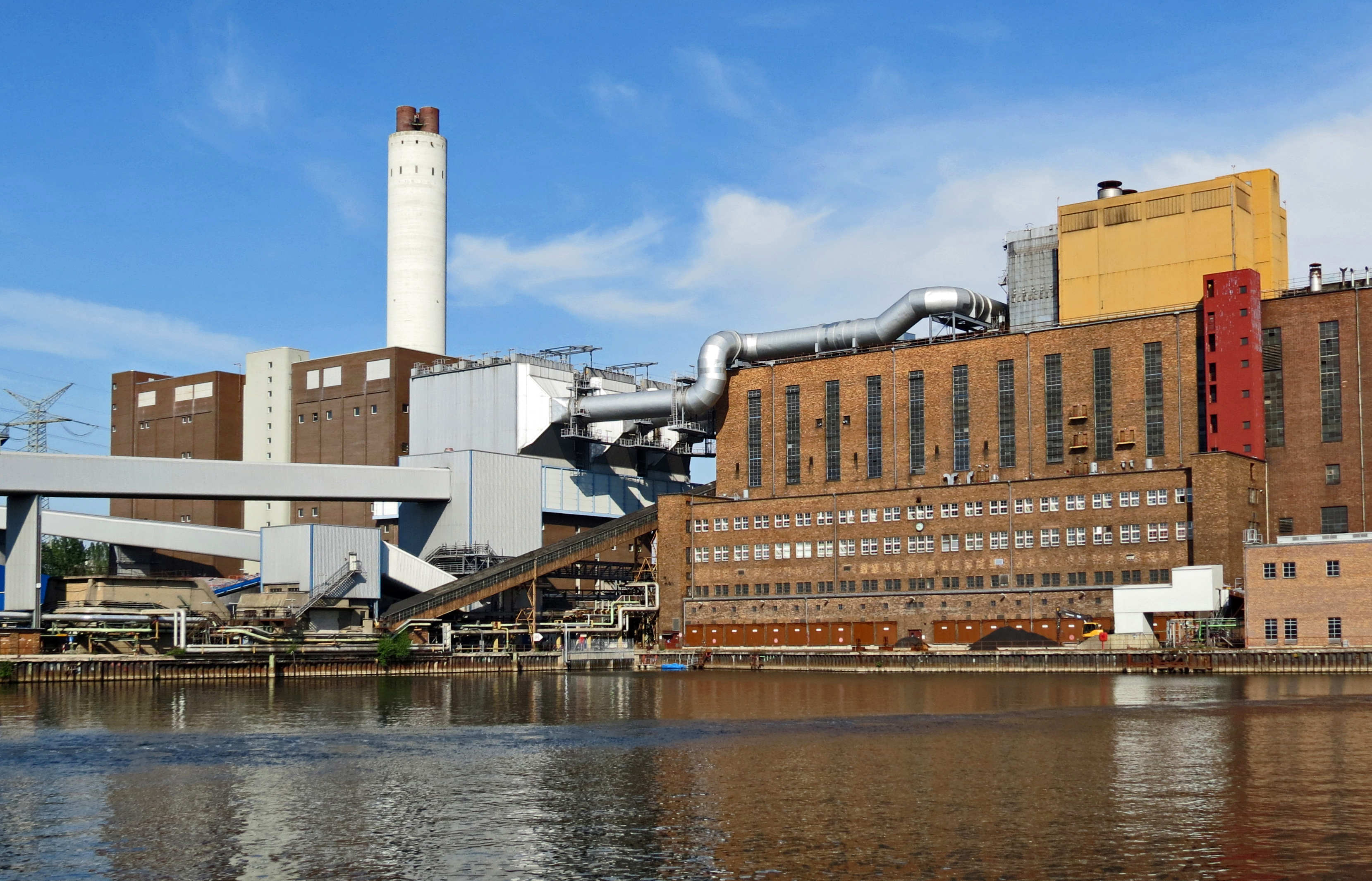
La chaudière Reuter
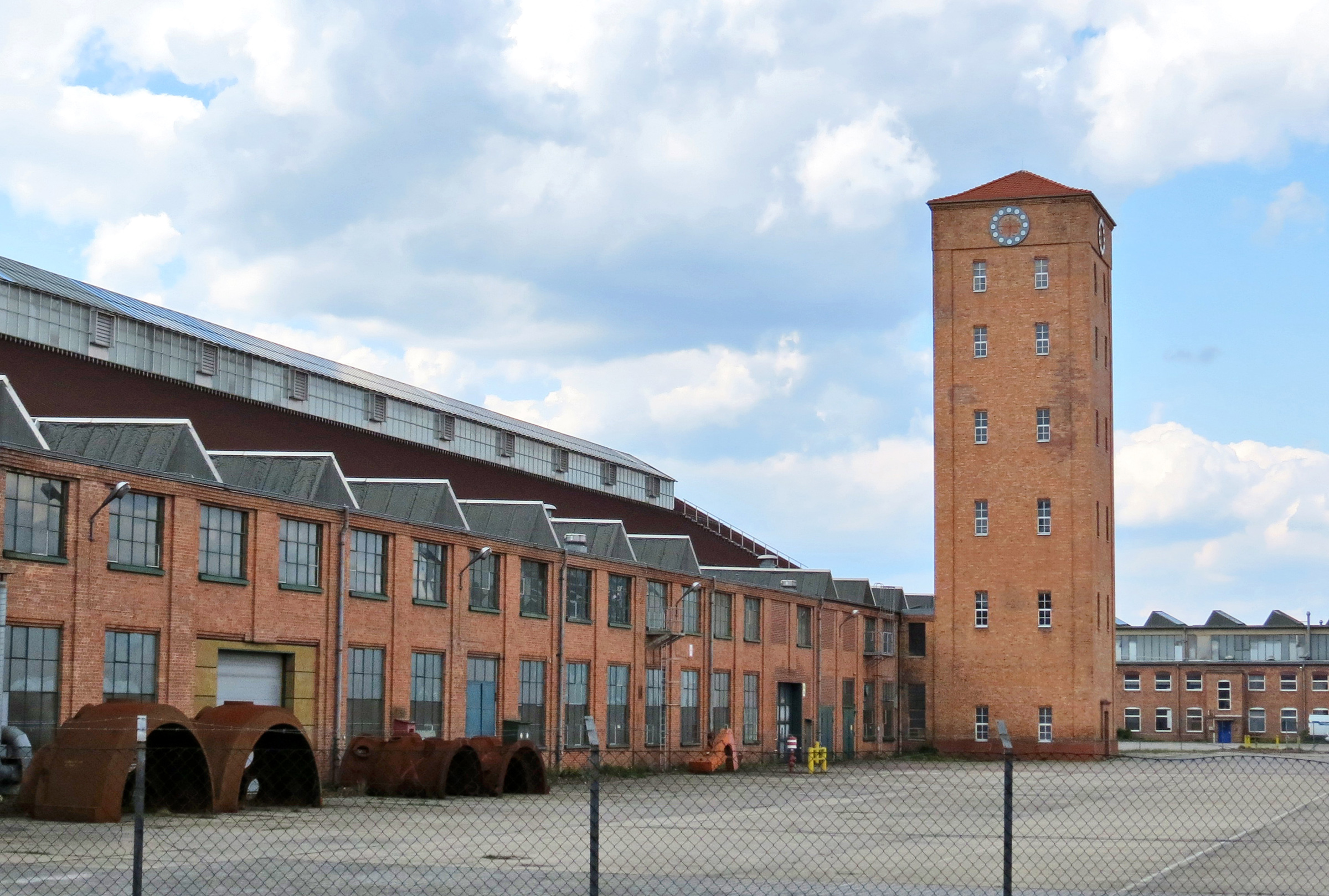
La tréfilerie Gartenfeld (autrefois appelée « câblerie Gartenfeld »).
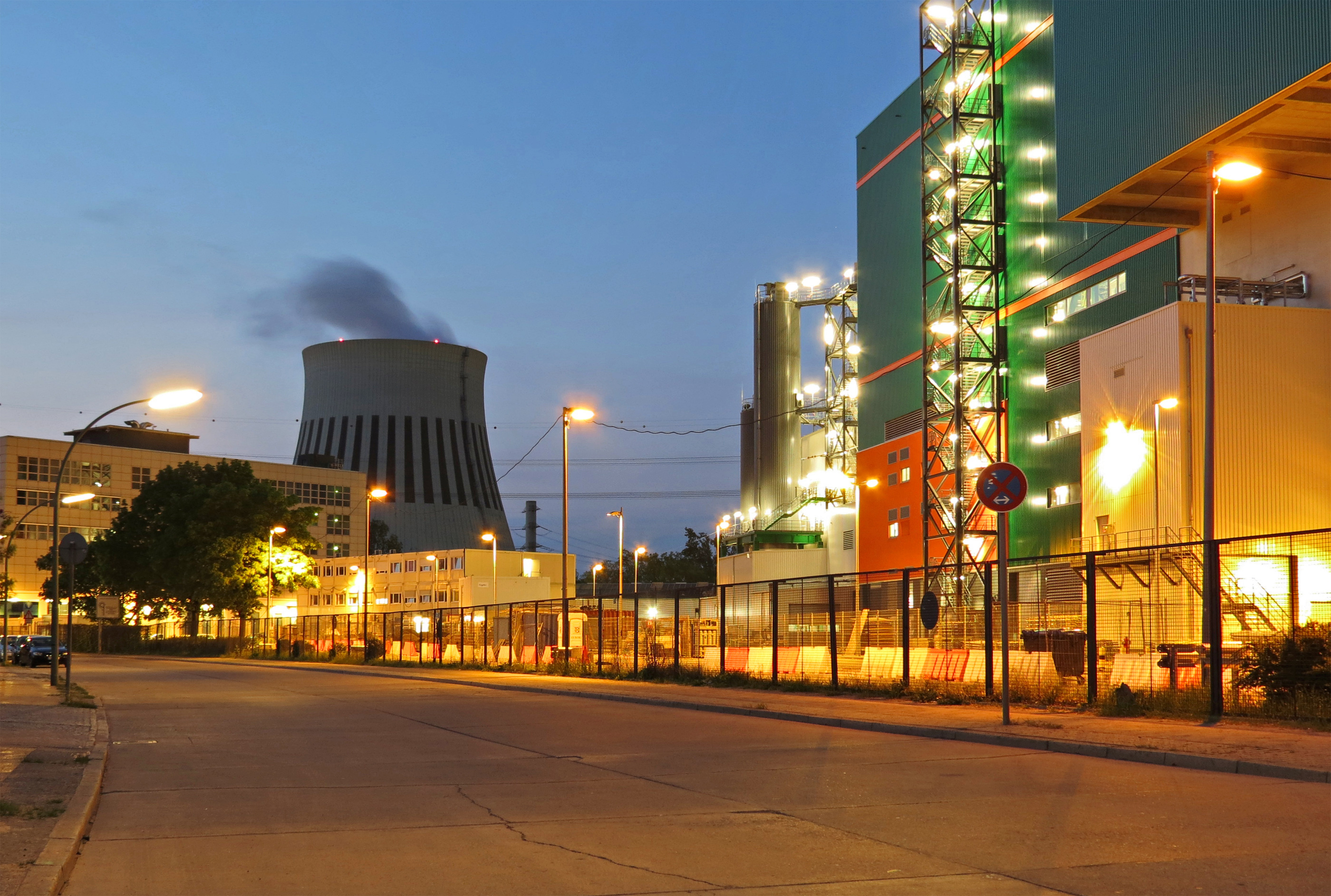
Le boulevard périphérique de l'usine (Werkring)

## Dessertes

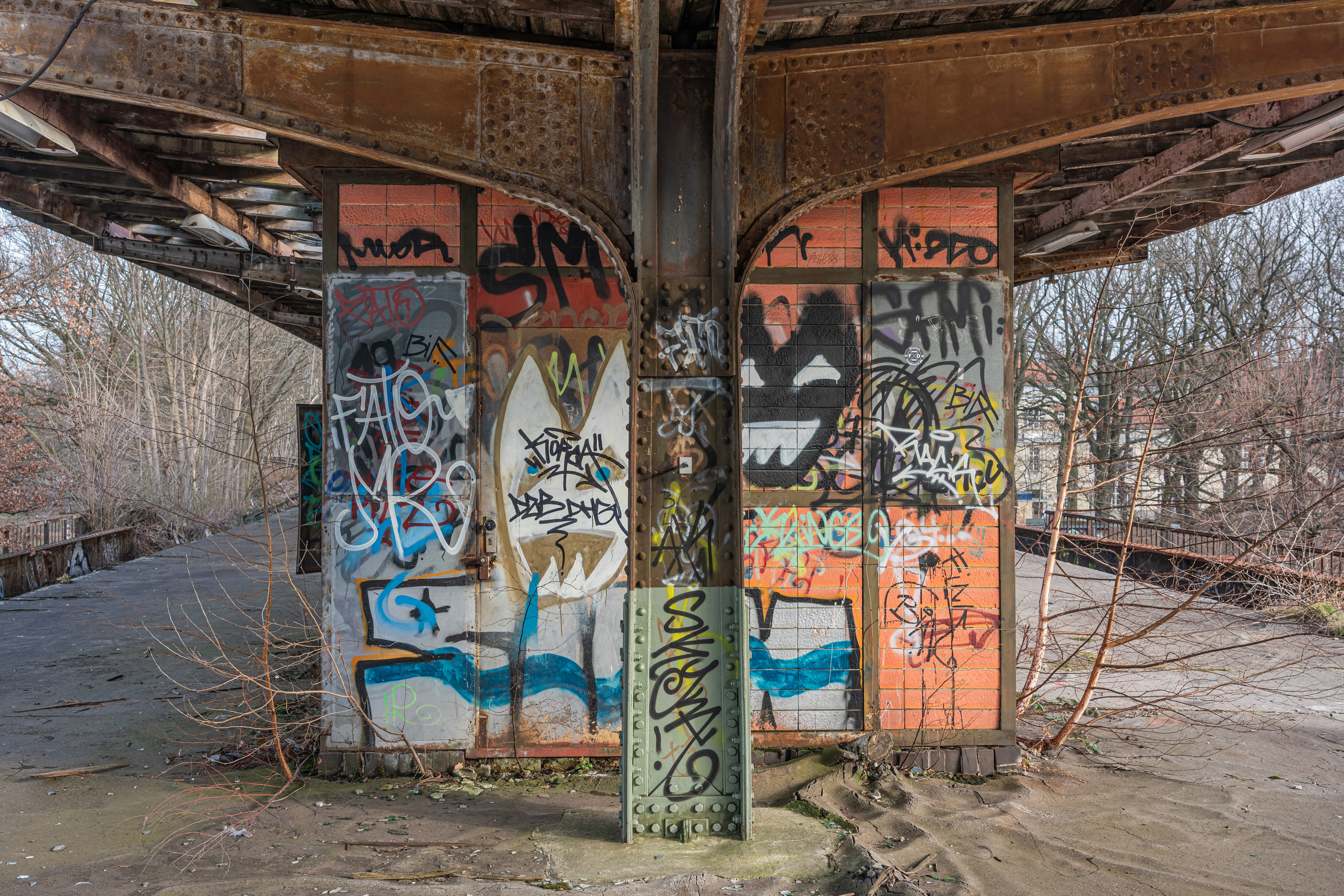
Restes abandonnés de la Siemensbahn à la gare de Siemensstadt. Mars 2021.

Ce faubourg est relié au centre de berlin et à la ville historique de Spandau par la ligne 7 du Métro de Berlin. Jusqu'à la grève de la Reichsbahn de 1980, Siemensstadt était reliée au réseau du S-Bahn par la Siemensbahn.

## Architecture
Outre les maisons d'ingénieurs construites vers 1900, les grands ensembles de logements ouvriers de Siemensstadt se sont construits en plusieurs étapes, offrant un visage parmi d'autres du mouvement du Neues Bauen :
- Siemens-Siedlung sur l'avenue de Rohrdamm (entre 1922 et 1929, par l’architecte Hans C. Hertlein)
- Siedlung Heimat (1929–1930, par l’architecte Hans C. Hertlein, 900 logements)
- Grands ensembles de Siemensstadt, appelés Ringsiedlung ou Reformsiedlung par allusion au mouvement architectural allemand Der Ring (1929–1931), dépendant pour l'essentiel du quartier de Charlottenburg
- Siedlung Rohrdamm-West par l’architecte Hans C. Hertlein (1953–1955)

La  Commission de l’UNESCO a inscrit les Siedlungen der Berliner Moderne au patrimoine mondial le 7 juillet 2008.

## Voir également
- Lexikon Siemensstadt
- Spaziergänge von Diether Huhn: Ein hoher Turm und kleinere und Heimat
- Site web du club d'échecs de Siemensstadt e. V.